# بئر طمطم
بئر طَمْطَم بلدةٌ مغربيةٌ ومركزُ جماعةِ بئر طمطم القرويةِ التابعةِ لإقليمِ صفرو بجهةِ فاس مكناس. اِنخفضَ عددُ سكانِ الجماعةِ إلى 9،141 نسمةً حسبَ إحصاءِ 1435 هـ بعدَ أن كانَ العددُ يبلغُ 9،714 نسمةً في عامِ 1425.